# ジョン・ウィリアム・ストラット (第3代レイリー男爵)
第3代レイリー男爵ジョン・ウィリアム・ストラット（英: John William Strutt, 3rd Baron Rayleigh、1842年11月12日 - 1919年6月30日）は、イギリスの物理学者。
レイリー卿（レーリー卿あるいはレーリ卿とも、Lord Rayleigh）としても知られる。

## 概要
光の散乱の研究から空が青くなる理由を示す（レイリー散乱）、地震の表面波（レイリー波）の発見、ラムゼーとの共同研究によるアルゴンの発見、熱放射を古典的に扱ったレイリー・ジーンズの法則の導出などを行った。
また、微分方程式の近似解法であるレイリー・リッツ法でも知られる。
この他にも流体力学（レイリー数）や毛細管現象の研究など、古典物理学の広範な分野に業績がある。
「気体の密度に関する研究、およびこの研究により成されたアルゴンの発見」により、1904年のノーベル物理学賞を受賞した。

## 業績

### レイリー散乱
1871年、レイリーは波長より十分小さい粒子による光の散乱を表す式を導いた。これはレイリー散乱と呼ばれ、それによれば散乱光の強度は波長の4乗に反比例する。晴れた大気の場合、散乱をおこす粒子はほとんどが空気の分子のみ（このような大気をレイリー大気という）で、太陽光の可視波長よりも粒子サイズが十分小さいためこの理論で説明できる。
雲の水滴（直径数μm）や大気中の塵などのエアロゾルは波長に比べて十分小さいとはいえないので、この理論は当てはまらない。

### レイリー波の発見
1885年、レイリーは弾性体の表面に局在した弾性波（表面弾性波）の一種であるレイリー波を発見した。

## 生涯

### 生い立ち
レイリーは1842年11月12日、エセックス州モールドン近くのラングロード・グローブで、第二代レイリー男爵ジョン・ジェームズ・ストラットの息子として生まれた。1861年まで家庭教師から教育を受けたが、若いうちは病弱で、勉学はたびたび中断された。その後ケンブリッジ大学のトリニティ・カレッジに入って数学を勉強した。1865年に卒業すると翌年トリニティ・カレッジのフェローとなり、結婚するまでその地位にあった。卒業後アメリカに旅行し、帰国後にターリング・プレイスの自邸(カントリーハウス)であるターリング・プレイスに実験器具を取り寄せて研究を始めた。彼の研究は、キャヴェンディッシュ研究所所長であった期間を除きほとんどターリング・プレイスで行われた。

### 初期の研究
1860年代から1870年代にかけてレイリーがターリング・プレイスで行った研究は、主に音波や光波の性質に関するものだった。1870年にはヘルムホルツの研究を発展させて音の共鳴に関する論文を発表した。1871年には「空が青いのは空気中の塵が光を散乱するからである」というティンダルの推論を理論的に証明した。この、光の波長と粒子の大きさがほぼ等しいときの光の非弾性散乱はレイリー散乱と呼ばれている。つづいて回折格子に興味を持ち、分解能に精密な定義（レイリー限界）を与えて分光器の発展に貢献した。
レイリーは1872年にリュウマチ熱を患い、暖かい土地での療養を余儀なくされた。そのために訪れていたエジプトのナイル河畔で、音響学の古典『音響理論（The Theory of Sound）』を執筆した。
1873年に爵位を継承した後も彼は研究を続けたが、これは貴族としては風変わりなものと見られた。

### ケンブリッジ
1879年、レイリーはケンブリッジ大学の実験物理学のキャヴェンディッシュ教授に就任した。ここではマクスウェルの仕事を引き継いで精密測定技術の改良を進め、1884年には電磁気学の単位（アンペア、ボルト、オーム）の標準を定めた。また彼は電位差を精密に測定するためにレイリー電位計を発明した。この研究はイギリスにおける標準化の先駆といえるもので、レイリーは1900年に標準局（イギリス国立物理学研究所）が設立されると、終生その運営理事会議長を務めた。

### 王立研究所
1887年、レイリーは王立研究所教授に就任したが、もっぱらターリング・プレイスで研究をして過ごした。この時期彼は「全ての元素はいくつかの水素からなり、そのため全ての元素は整数の原子量を持つ」というプラウトの仮説の実験的検証のため、いくつもの気体密度の精密測定を行った。彼の得た結果は他の物理学者の実験と同様この理論を否定した。しかしそれに付随して、空気中の窒素の密度はアンモニアを分解して得た窒素より0.5%程度大きいということも見出した。当然彼はその誤差の原因となる不純物が試料に含まれないよう工夫したが、問題を解決することはできず、1892年に「ネイチャー」に短いノートを発表して化学者の助けを求めた。
それから2年間、レイリーはラムゼーと共同でその原因を研究した。そしてついに空気中に存在する新元素アルゴンが不純物であることを突き止め、1895年に発表した。この業績により、彼は1904年のノーベル物理学賞を、ラムゼーはノーベル化学賞を受賞した。

### 熱放射
1900年、レイリーは黒体放射のエネルギーを与える式を導いた。これは古典物理学から導かれたが、長波長域でしか実験結果と一致しない。短波長側の実験結果とよく一致する式はヴィーンによって提案されていた。
レイリーの提案した式の定数は1905年に求められたが、ジーンズによってその誤りが訂正されたのでレイリー・ジーンズの法則の名前がある。

### 晩年
当時現れつつあった量子論や相対論に対して、レイリーは機械論的な古典物理学の立場から辛辣な批判を加えた。彼は最後まで熱放射を古典物理学で説明する望みを捨てず、エーテルを不要にする相対論を嫌悪をもって見ていたといわれる。
レイリーは1919年6月30日に、エセックス州ウィザムの自邸ターリング・プレイスで死去した。彼には三人の子供がおり、爵位は長男で物理学者のロバート・ジョン・ストラットが継いだ。

## 年表
- 1842年 - エセックス州モールドン近郊のラングロード・グローブに生まれる。
- 1861年 - ケンブリッジ大学のトリニティ・カレッジに入学（-1865年）。
- 1871年 - バルフォアの姉妹イヴリン・バルフォアと結婚。
- 1873年 - 父親ジョン・ジェームズ・ストラットの死去によって爵位を継承し、レイリー卿となる。また、王立協会フェローとなる[2]。
- 1879年 - マクスウェルの後任として第2代のキャヴェンディッシュ研究所所長（キャヴェンディッシュ教授職）となる（ - 1884年）。
- 1884年 - マクスウェルから引き継いだ、電磁気学の基礎単位の精密な基準を定めるプロジェクトを完成させる。
- 1885年 - 王立協会幹事となる（ - 1896年）。
  - 同年、現在レイリー波と呼ばれる地震波（表面波）を発見。
- 1887年 - ロンドン王立研究所の自然哲学教授となる（ - 1905年）。
- 1892年 - 空気から酸素を除いて作った窒素が、アンモニアを分解して作った窒素より重いことを示す。
- 1894年 - ラムゼーと共同でアルゴンを発見。
- 1900年 - レイリー‐ジーンズの式を導出。
- 1901年 - エーテルを見つけるための実験を行うが、失敗に終わる。
- 1905年 - 王立協会会長となる。
- 1908年 - ケンブリッジ大学名誉総長となる。
- 1919年 - エセックス州ウィザムのターリング・プレイスで死去。爵位は息子で物理学者のロバート・ジョン・ストラットが継いだ。

## 受賞歴
- 1882年 - ロイヤル・メダル（王立協会）
- 1889年 - コプリ・メダル（王立協会）
- 1895年 - バーナード・メダル（コロンビア大学）
- 1902年 - ベーカリアン・メダル（王立協会）
- 1904年 - ノーベル物理学賞
- 1905年 - アルバート・メダル（ロイヤル・ソサエティ・オブ・アーツ）
- 1913年 - エリオット・クレッソン・メダル（フランクリン協会）
- 1914年 - ランフォード・メダル（王立協会）